# Pfarrkirche Telfs-St. Georgen

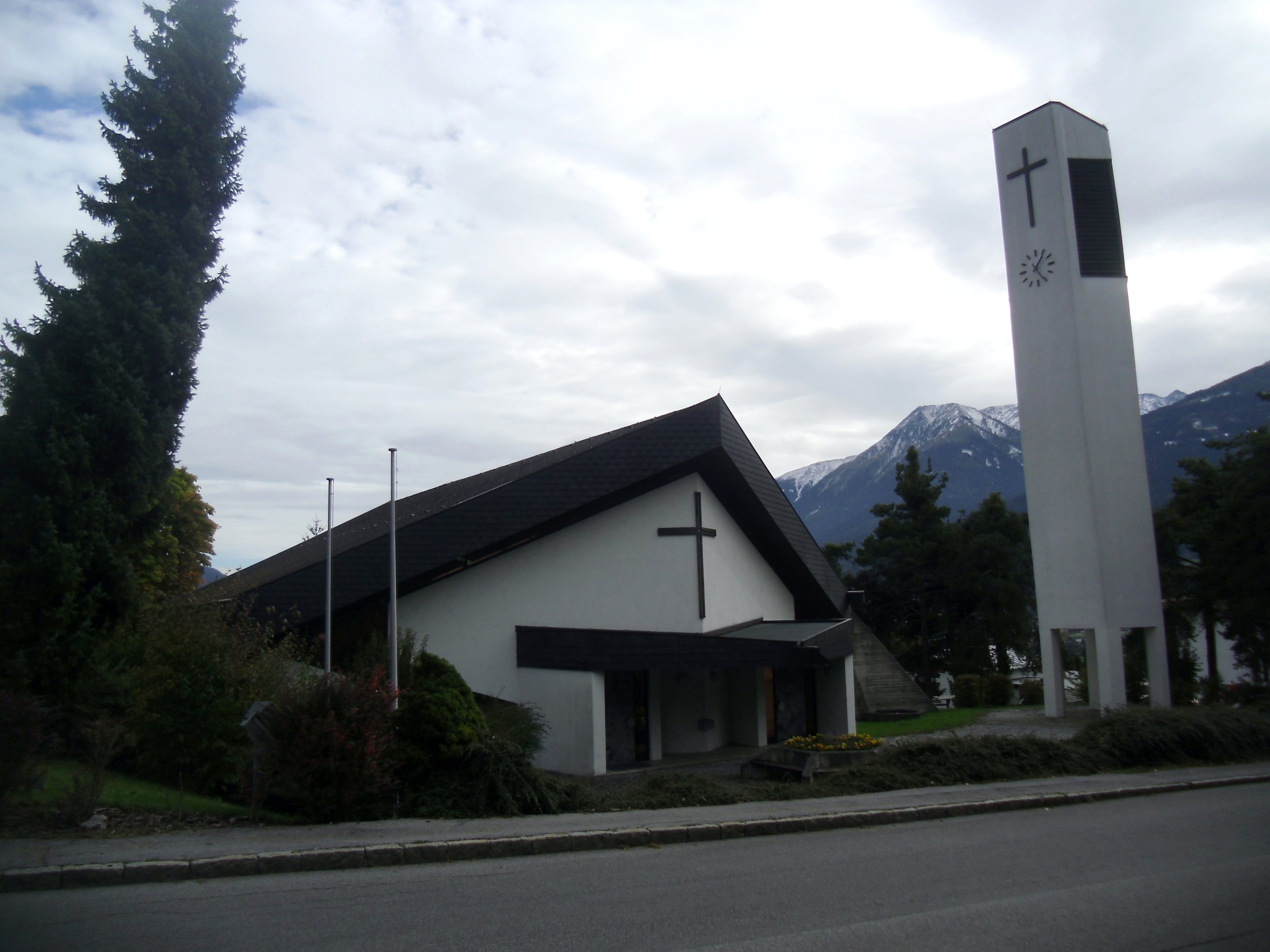
Kath. Pfarrkirche Auferstehung in Telfs

Die römisch-katholische Pfarrkirche Telfs-St. Georgen (Auferstehungskirche) steht in der Marktgemeinde Telfs in Tirol. Die Pfarrkirche Auferstehung Jesu Christi gehört zum Dekanat Telfs in der Diözese Innsbruck. Die Kirche steht unter Denkmalschutz.

## Geschichte
Die Kirche wurde 1974/1975 nach den Plänen des Architekten Anton Klieber erbaut und 1975 als Auferstehungskirche und Pfarrvikariatskirche geweiht. Der Patroziniumstag ist der Ostersonntag. Die Kirche wurde 1978 zur Pfarrkirche erhoben. Der freistehende Kirchturm wurde 1995 erbaut.

## Architektur
Der sechseckige Bau hat ein seitlich tief heruntergezogenes Satteldach. An der spitzwinkelig vorgezogenen westlichen Giebelseite sind überdachte Eingangsportale.

## Pfarrer
1. Pfarrer (zuvor Pfarrvikar) vom Bau der Pfarre an (1974) bis zum 31. August 2009
Cons. Erich Frischmann (verstorben am 23. Dezember 2019)
2. Pfarrer von St. Georgen:
Peter Scheiring (seit 1. September 2009)

## Ausstattung
Die monumentale Bronzeplastik des Auferstandenen schuf Ilse Glaninger-Balzar.
Im Kircheninneren ist die Bestuhlung im Halbrund um den Altartisch angeordnet.